# Asaf Messerer

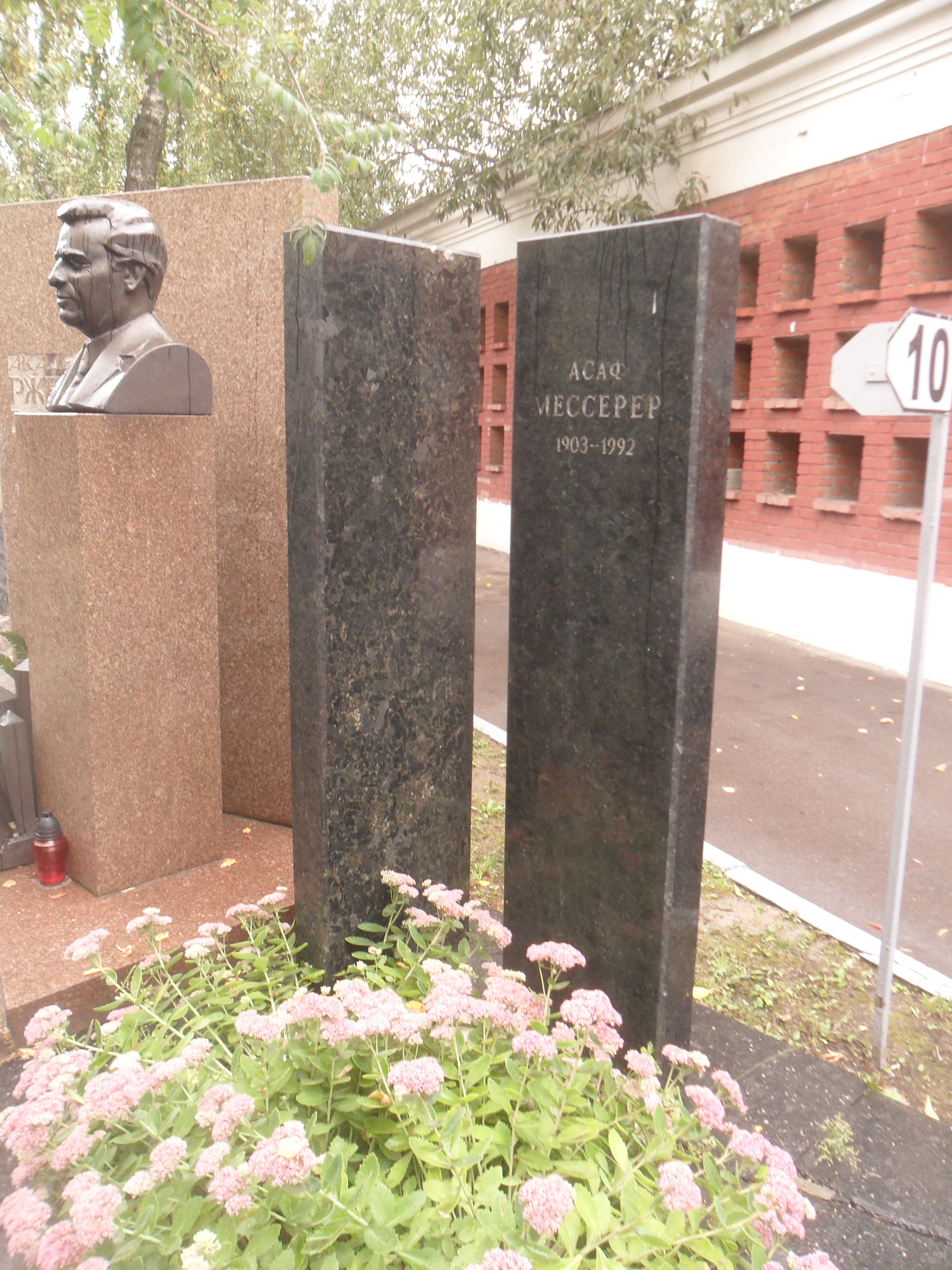
Grób Asafa Messerera na Cmentarzu Nowodziewiczym w Moskwie

Asaf Michajłowicz Messerer (ros. Аса́ф Миха́йлович Мессере́р; ur. 19 listopada 1903 w Wilnie, zm. 7 marca 1992 w Moskwie) – radziecki i rosyjski tancerz, baletmistrz oraz pedagog. Zdobywca dwóch Nagród Stalinowskich (1941, 1947). Ludowy Artysta ZSRR (1976). Jego żoną była rosyjska aktorka niemego kina Aniel Sudakiewicz. Został pochowany na Cmentarzu Nowodziewiczym w Moskwie.

## Nagrody i odznaczenia
- Nagroda Stalinowska (1941, 1947)
- Ludowy Artysta RFSRR (1951)
- Ludowy Artysta ZSRR (1976)

Źródło: